# Pandemia de COVID-19 en Puerto Rico
La Pandemia de COVID-19 en Puerto Rico se conoció a partir del reporte de los primeros casos el 13 de marzo. Se trataba de 2 turistas italianos y un paciente con cáncer de 71 años. La primera muerte registrada fue la mujer italiana de 68 años, y unos días después se informó que su esposo se había recuperado de la enfermedad. Las pruebas están siendo realizadas por hospitales de veteranos, laboratorios privados y el Departamento de Salud de Puerto Rico.
La gobernadora Wanda Vázquez expresando preocupación porque el toque de queda establecido el día 12 no se estaba siguiendo, tomó medidas más enérgicas y solicitó el cierre de todas las empresas no esenciales desde el 15 de marzo hasta el 30 de marzo.

## Cronología

### Enero
30 de enero: el Aeropuerto Internacional Luis Muñoz Marín se convierte en uno de los veinte aeropuertos de los Estados Unidos donde los viajeros se someten a controles adicionales. Las evaluaciones se centran en los pasajeros provenientes de la ciudad china de Wuhan y requieren un formulario que indique su viaje, contactos en la metrópoli asiática y cualquier posible síntoma. Los viajeros tendrán sus temperaturas tomadas.

### Febrero
29 de febrero: la gobernadora no electa Wanda Vázquez Garced establece un grupo de trabajo sobre coronavirus para examinar casos potenciales.

### Marzo
4 de marzo: un médico panameño y cuatro compañeros llegan a San Juan, después de viajar a Nueva York, Miami y Panamá. Asisten al festival del Día Nacional de la Salsa en San Juan el 8 de marzo a pesar de tener fiebre y sentirse enfermo. El 12 de marzo, Vázquez solicita a todas las personas que estaban en la sección vip que se autoaislaran si tenían síntomas similares a los de la gripe.
8 de marzo: una mujer italiana de 68 años en el crucero Costa Luminosa que navega desde Fort Lauderdale, Florida, se encuentra aislada en un hospital de Puerto Rico después de mostrar síntomas de neumonía . Se envía una prueba a los Centros para el Control y la Prevención de Enfermedades (CDC). Vázquez ordena que todos los cruceros que lleguen a Puerto Rico certifiquen que ningún pasajero cumple con los criterios para COVID-19.
10 de marzo: El Departamento de Salud de Puerto Rico informa que cinco casos están bajo investigación. Según el Secretario de Salud, Rafael Rodríguez Mercado, los CDC recibieron pruebas el 10 de marzo.
12 de marzo: como medida preventiva, Vázquez declara un estado de emergencia y activa la Guardia Nacional de Puerto Rico . Puerto Rico no tiene casos confirmados de COVID-19. El Gobierno de Puerto Rico prohíbe a los turistas viajar a Vieques y Culebra, municipios insulares populares entre los turistas. Solo los residentes y los que entregan suministros pueden viajar a las islas. Ese mismo día varias universidades, incluidas la Universidad de Puerto Rico, la Universidad del Sagrado Corazón, la Pontificia Universidad Católica de Puerto Rico, la Universidad Ana G. Méndez, la Universidad Interamericana de Puerto Rico y el Colegio Universitario Nacional, cancelan las clases en persona y pasan a la instrucción remota.
13 de marzo: Puerto Rico tiene 17 casos sospechosos de COVID-19 y envió pruebas a los CDC el 9 de marzo. Vázquez critica a los CDC el 13 de marzo por no tener resultados en más de cuatro días. Sin embargo, más tarde en la noche del 13 de marzo, Vázquez anuncia, en una conferencia de prensa, que se han confirmado tres casos: la mujer italiana de 68 años del crucero Costa Luminosa y su esposo de 70 años. (ambos turistas) son hospitalizados de forma aislada en el Ashford Presbyterian Community Hospital en Condado , así como un paciente de cáncer puertorriqueño de 71 años en tratamiento en el Hospital Auxilio Mutuo cuyos familiares habían viajado fuera de la isla. Durante la tarde del 13 de marzo, Vázquez cierra todas las escuelas públicas durante 14 días y prohíbe que los cruceros y transbordadores de la República Dominicana atraquen en los puertos de Puerto Rico. La Cámara de Representantes de Puerto Rico aprueba el Proyecto de Ley 2428 de la Cámara para enmendar la Ley 180–1998 de Puerto Rico para establecer un permiso de emergencia no remunerado de hasta 20 días para empleados con un diagnóstico sospechoso o real de una enfermedad pandémica. El proyecto de ley está pendiente de consideración por el Senado de Puerto Rico. Los planes para tomar la temperatura de las personas cuando ingresan a Puerto Rico en 7 puntos de entrada diferentes están pendientes de recibir 50 termómetros infrarrojos sin contacto.
15 de marzo: Vázquez declara un toque de queda que ordena a las personas que permanezcan en sus hogares hasta el 30 de marzo. Solo se permite la salida de emergencias. Hay circunstancias limitadas en las que las personas pueden salir a comprar artículos esenciales u obtener servicios esenciales de 5:00 a. m. a 9:00 p. m. También ordena que cierren todas las empresas, con la excepción de tiendas de comestibles, supermercados, estaciones de servicio, instituciones bancarias, farmacias y compañías médicas. También confirma un cuarto caso de COVID-19, un veterano militar de 87 años y residente de California que fue trasladado al Centro Médico de Mayagüez por el helicóptero de la Guardia Costera de los Estados Unidos después de presentar síntomas en un crucero que pasa por el Canal de la Mona. El comisionado de policía de Puerto Rico, Henry Escalera Rivera, pospone toda la capacitación del personal. Los cadetes actuales en la Academia de Policía se presentarán en lugares cercanos a sus residencias para realizar tareas administrativas en los cuarteles. Hasta nuevo aviso, no se emitirán varios documentos y certificaciones: antecedentes y verificaciones penales y copias de informes policiales. La Oficina de antecedentes penales no ofrecerá servicios en persona y, en su lugar, enviará registros por correo electrónico de forma gratuita. Una mujer de 65 años en un lugar no revelado se convierte en el quinto caso confirmado. Puerto Rico tiene otros 17 casos sospechosos.
16 de marzo: Vázquez discute la posibilidad de declarar la ley marcial si la población no presta atención al toque de queda y las reglas impuestas con el estado de emergencia. El gobernador había ordenado el cierre de todos los negocios no esenciales durante dos semanas, sin embargo, algunas compañías se dedicaron a los negocios como de costumbre, abriendo sus puertas, lo que provocó que Vázquez dijera "podemos ser mucho más estrictos". Los dueños de negocios están sujetos a una multa de $ 5,000 y hasta seis meses de cárcel si no cumplen con el toque de queda. El 16 de marzo, la policía multa un bar en Orocovis y lleva a cabo más de dos docenas de acciones policiales. La policía puertorriqueña informa que realizó 36 arrestos y presentó 85 cargos por violaciones durante los tres días desde que se promulgó el toque de queda.
17 de marzo: Vázquez envía una carta a la Administración Federal de Aviación con tres solicitudes independientes. En un comunicado, explicó que la carta busca autorización para cerrar aeropuertos sin inspecciones de pasajeros, limitar las pistas de aterrizaje para aviones chárter y permitir que la isla limite el tráfico aéreo a los servicios militares y vitales. La policía vio un aumento en los incidentes de violencia doméstica que se denuncian.
18 de marzo: el portavoz del Hospital de Veteranos anuncia el sexto caso confirmado. La epidemióloga estatal Carmen Deseda informa que hubo 26 casos posibles en el Hospital de Veteranos, 10 de los cuales dieron negativo.
21 de marzo: se registra la primera muerte por COVID-19: la mujer italiana de 68 años que había estado en el crucero Costa Luminosa desde Florida y que tenía problemas de salud subyacentes. Además, el 21 de marzo, en respuesta a las noticias falsas que comienzan a circular desde WhatsApp , la gente corre a las calles, en masa, para hacer compras y acaparar en masa. Las noticias falsas indicaron que las tiendas de comestibles de la isla cerrarían en breve. El toque de queda de dos semanas del 15 de marzo por Vázquez fue desafiado por muchos debido al temor causado por las noticias falsas, lo que provocó una investigación por parte del FBI sobre quién inició las noticias de pánico. En otras noticias, la primaria demócrata de Puerto Rico 2020 , originalmente programada para el 29 de marzo, se pospuso hasta el 26 de abril.
25 de marzo: La isla anuncia la muerte de un residente debido a COVID-19. Muere una maestra de Rincón de 48 años y, como era la esposa de un oficial de policía, los 30 oficiales de la fuerza están en cuarentena en su casa. El toque de queda se extiende hasta el 12 de abril. Hay 60 casos confirmados y dos muertes.
30 de marzo: se registra la sexta muerte.
31 de marzo: El séptimo y octavo son muertes registradas. Los casos confirmados ascienden a 239.

### Abril
2 de abril: La policía está haciendo cumplir el toque de queda arrestando a los conductores y remolcando autos. Para esta fecha, 507 personas han sido arrestadas por romper el toque de queda en toda la isla.
6 de abril: los informes indican que 10 médicos dieron positivo para el coronavirus.
9 de abril: 17 empresas han perdido su licencia comercial por no cumplir con el toque de queda en toda la isla.
10 de abril: el personal médico en las salas de emergencia de los hospitales en Yauco, Bayamón, Fajardo y Humacao está utilizando una caja de plástico transparente alrededor de la cabeza del paciente cuando el paciente está siendo sometido a prueba de COVID-19, para proteger al personal de la contaminación.
11 de abril: La gobernadora Wanda Vázquez  hace una conferencia de prensa diciendo que se extenderá la cuarentena hasta el domingo, 3 de mayo. Esta vez el toque de queda comenzaría como el primero de 9:00 p. m. a 5:00 a. m.
14 de abril: Cambian el horario del toque de queda su nuevo horario de 7:00 p. m. a 5:00 a. m.
30 de abril: La gobernadora Wanda Vázquez hace una conferencia de prensa diciendo que se extenderá la cuarentena hasta el lunes, 25 de mayo. El gobierno está preparando un plan para poco a poco abrir los negocios. Son 4 fases, en le primera fase que será la semana del 3 de mayo podrán abrir lo siguiente: trabajo relacionados con servicios financieros, servicios profesionales, lavandería, agricultura ornamental, laboratorios de instituciones universitarias, servicios de mudanza, mantimiento (Elevadores, aires acondicionado y refrigeración) y trabajos de construcción y manufacturas. Se permitirán llevar a cabo actividades al aire libre, como hacer ejercicio y pasear con los niños, en horario de 5:00 a. m. a 3:00 p. m. El toque de queda sigue en el mismo horario de 7:00 p. m. a 5:00 a. m.

### Mayo
2 de mayo: En medio de la pandemia de enfermedad por coronavirus tiembla nuevamente en la isla. A las 7:13 a. m. (UTC-4) se reportó un terremoto de magnitud 5.5 escala ritcher. El epicentro ocurrió en Tallaboa, Peñuelas en el sur de la isla. Desde el 29 de diciembre de 2019 en la isla no ha parado de temblar, el más fuerte ocurrió el 7 de enero de 2020.
21 de mayo: La gobernadora Wanda Vázquez Garced hace una conferencia de prensa diciendo que solo extenderá el toque de queda hasta el 15 de junio en el mismo horario. Anuncia que a partir del 26 de mayo en el cual entra en vigor la nueva orden ejecutiva van a reabrir: restaurantes, salones de belleza, venta al detal, venta de vehículos, servicios religiosos, grooming, lavandería y las armerías. También sostuvo que a partir del 8 de junio los centros comerciales podrán reabrir. Los balnearios permanecerán cerrados. Se pueden hacer actividades al aire libre como surfing, ciclismo, correr, remo y golf.

### Septiembre
Hasta el 24 de septiembre de 2020, Puerto Rico tenía 43,842 casos confirmados y 627 muertes.

## Estadísticas
| Casos de COVID-19 en Puerto Rico   | Casos de COVID-19 en Puerto Rico | Casos de COVID-19 en Puerto Rico |
| Regiones del Departamento de Salud | Municipios | Casos confirmados                |
| ---------------------------------- | --- | -------------------------------- |
| Arecibo                            | Arecibo, Barceloneta, Camuy, Ciales, Florida, Hatillo, Lares, Manatí, Morovis, Quebradillas, Utuado, Vega Baja                                           | 278                              |
| Bayamón                            | Barranquitas, Bayamón, Cataño, Comerío, Corozal, Dorado, Naranjito, Orocovis, Toa Alta, Toa Baja, Vega Alta                                              | 677                              |
| Caguas                             | Aguas Buenas, Aibonito, Caguas, Cayey, Cidra, Gurabo, Humacao, Juncos, Las Piedras, Maunabo, Naguabo, San Lorenzo, Yabucoa                               | 464                              |
| Fajardo                            | Ceiba, Culebra, Fajardo, Luquillo, Río Grande, Vieques                                                                                                   | 116                              |
| Mayagüez                           | Aguada, Aguadilla, Añasco, Cabo Rojo, Hormigueros, Isabela, Lajas, Las Marías, Maricao, Mayagüez, Moca, Rincón, Sabana Grande, San Germán, San Sebastián | 387                              |
| Metropolitana (Metro)              | Canóvanas, Carolina, Guaynabo, Loíza, San Juan, Trujillo Alto                                                                                            | 916                              |
| Ponce                              | Adjuntas, Arroyo, Coamo, Guánica, Guayama, Guayanilla, Jayuya, Juana Díaz, Patillas, Peñuelas, Ponce, Salinas, Santa Isabel, Villalba, Yauco             | 452                              |
| US                                 | | 13                               |
| No disponible                      | | 94                               |
| Total                              | | 3,397                            |